# Dama dama
Il daino (Dama dama Linnaeus, 1758), conosciuto anche con il termine arcaico di damma o dama, è un mammifero artiodattilo della famiglia dei Cervidi.

## Tassonomia
Lo status del genere è lungi dall'essere chiaramente definito: mentre alcuni studiosi ritengono il genere monospecifico (un'unica specie con due sottospecie, Dama dama dama e Dama dama mesopotamica), altri sono più propensi a considerare il daino mesopotamico come una specie a sé stante (Dama mesopotamica). Una terza corrente, supportata da evidenze di carattere morfologico piuttosto che genetico, sostiene invece l'accorpamento del genere a Cervus, con il rango di sottogenere. Affine al daino attuale (e suo probabile antenato) era il daino di Clacton (Dama clactoniana) del Pleistocene.

## Distribuzione
Dopo l'ultima era glaciale, la specie era del tutto estinta in Europa e la sua distribuzione comprendeva l'Asia Minore, la Persia, la Mesopotamia e l'Africa del nord; nel corso dei secoli, la specie è tuttavia stata a più riprese introdotta in tutto il Vecchio Continente, dando origine a popolazioni riproduttive un po' in tutta Europa, frutto sia di introduzioni deliberate a scopo venatorio che di fughe dalle tenute aristocratiche in cui questi animali venivano spesso e volentieri allevati. Di queste popolazioni più antiche sono degne di nota quella dell'isola di Rodi (caratterizzata da nanismo insulare).
Al seguito dell'espansionismo europeo nei cinque continenti, vi è stata una nuova ondata di introduzione del daino un po' in tutto il mondo: numerose popolazioni alloctone perfettamente adattate si trovano attualmente in Siberia, Stati Uniti, Argentina, Australia, Nuova Zelanda, Figi, Hawaii, Sudafrica e Canada.

### In Italia
In Italia la specie si estinse alla fine dell'era glaciale, come testimoniato da pitture rupestri del Neolitico presenti un po' in tutta la penisola. La sua presenza non è documentata durante il periodo romano, mentre i daini vivevano sicuramente in Italia durante il periodo caldo medievale. Le popolazioni più antiche presenti sul territorio nazionale sembrerebbero essere, in base al grado di polimorfismo genetico, quelle di San Rossore e di Castelporziano, oltre a quella, oramai estinta, della Sardegna, attualmente rimpiazzata da individui di recente introduzione.
Popolazioni semiselvatiche di daino sono presenti nella maggior parte dei grossi parchi e riserve italiani, con l'eccezione delle regioni di Abruzzo e Molise.

## Descrizione

### Dimensioni
Misura circa 140-160 cm di lunghezza, con un'altezza al garrese di 90–100 cm; la coda misura circa 20 cm. Il peso può sfiorare gli 80 kg, si mantiene tuttavia solitamente attorno ai 60 kg.

### Aspetto
L'aspetto è quello tipico dei Cervidi, anche se nell'insieme il daino appare leggermente più basso e tozzo ed ha il collo in proporzione più corto rispetto al cervo nobile. Il colore del mantello varia a seconda della stagione:

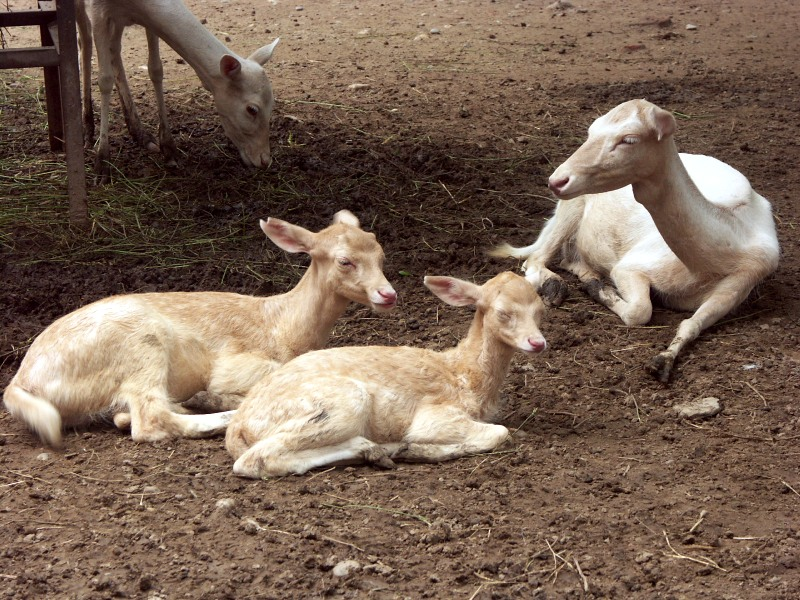
Un gruppo di daini albini in cattività.

- durante l'estate la parte dorsale è rossiccio-marrone maculata (pomellata) di bianco con una striscia nera che corre lungo la spina dorsale, grossomodo dalla nuca alla coda, dove si triforca andando a circoscrivere il posteriore, mentre la parte ventrale ed il posteriore sono bianchi;
- durante l'inverno la parte dorsale diviene grigio-nerastra, mentre quella inferiore diventa di colore grigio-cenere.

Il grado di pomellatura dei fianchi è assai variabile da individuo ad individuo, anzi la pomellatura può addirittura essere assente. A testimonianza della totale artificialità delle attuali popolazioni europee, non è infrequente notare nei branchi di daini esemplari bianchi, albini, melanici o isabellini.

### Dimorfismo sessuale
I maschi, più grossi e robusti delle femmine, possiedono inoltre un pomo d'Adamo ben sviluppato nonché i palchi.

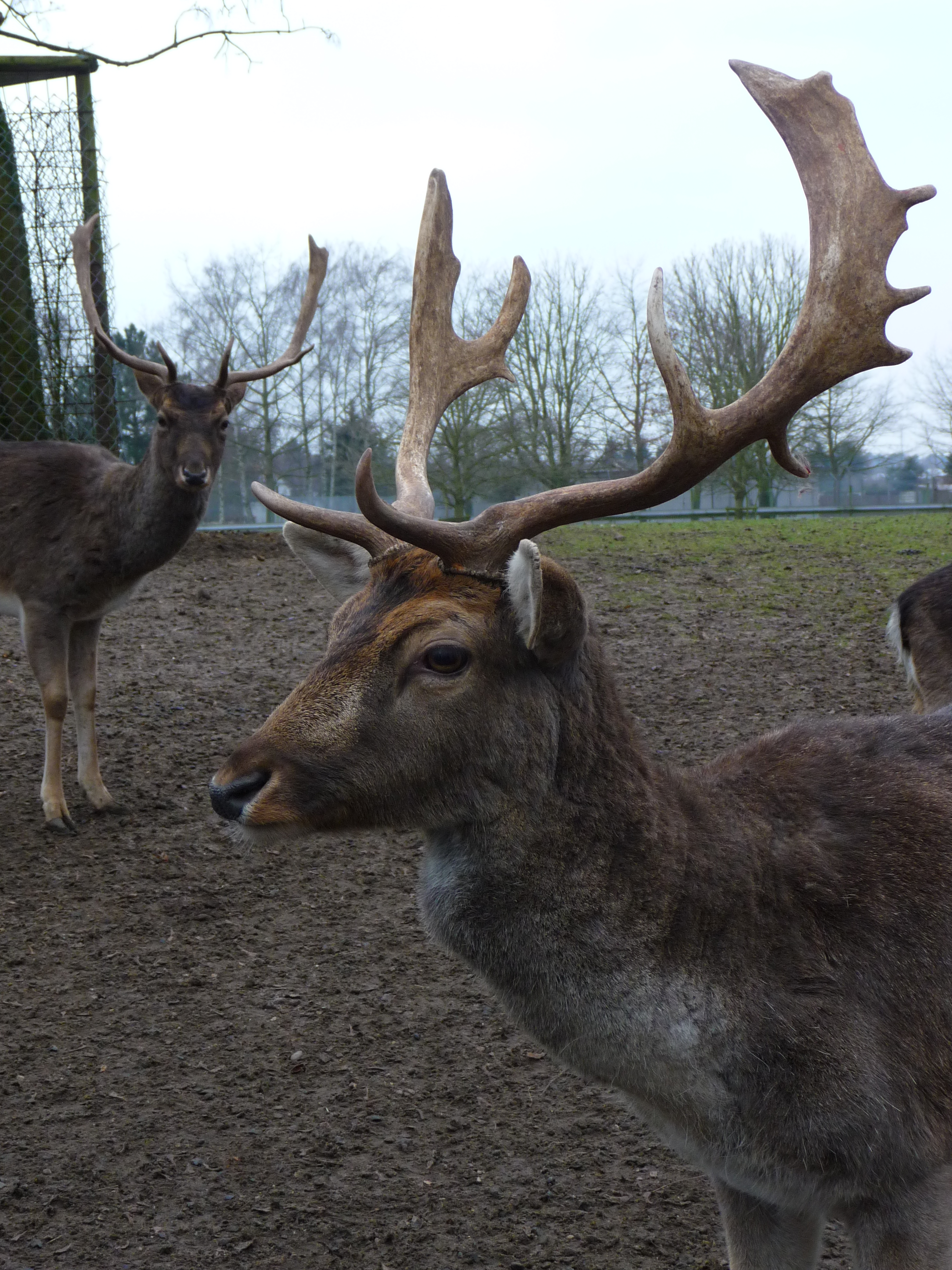
Un maschio di daino, si noti il pomo d'Adamo sviluppato.

I palchi spuntano a partire dal secondo anno di vita. Essi hanno forma a pala (anche se per i primi anni di vita hanno forma a fuso) e rivolti all'indietro, con punte divergenti. Negli individui più anziani non è infrequente che cominci a crescere una seconda pala rivolta in avanti. 
I palchi cadono fra la fine di marzo e l'inizio di giugno, per essere rapidamente sostituiti da un nuovo paio più grosso e forte: inizialmente i nuovi palchi sono ricoperti dal cosiddetto velluto e riccamente vascolarizzati, ma con il tempo il velluto si secca ed a partire dal mese di agosto l'animale comincia a strofinarli contro tronchi e rocce per liberarli da tale rivestimento ed essere così pronto per i combattimenti della stagione degli amori.

## Biologia

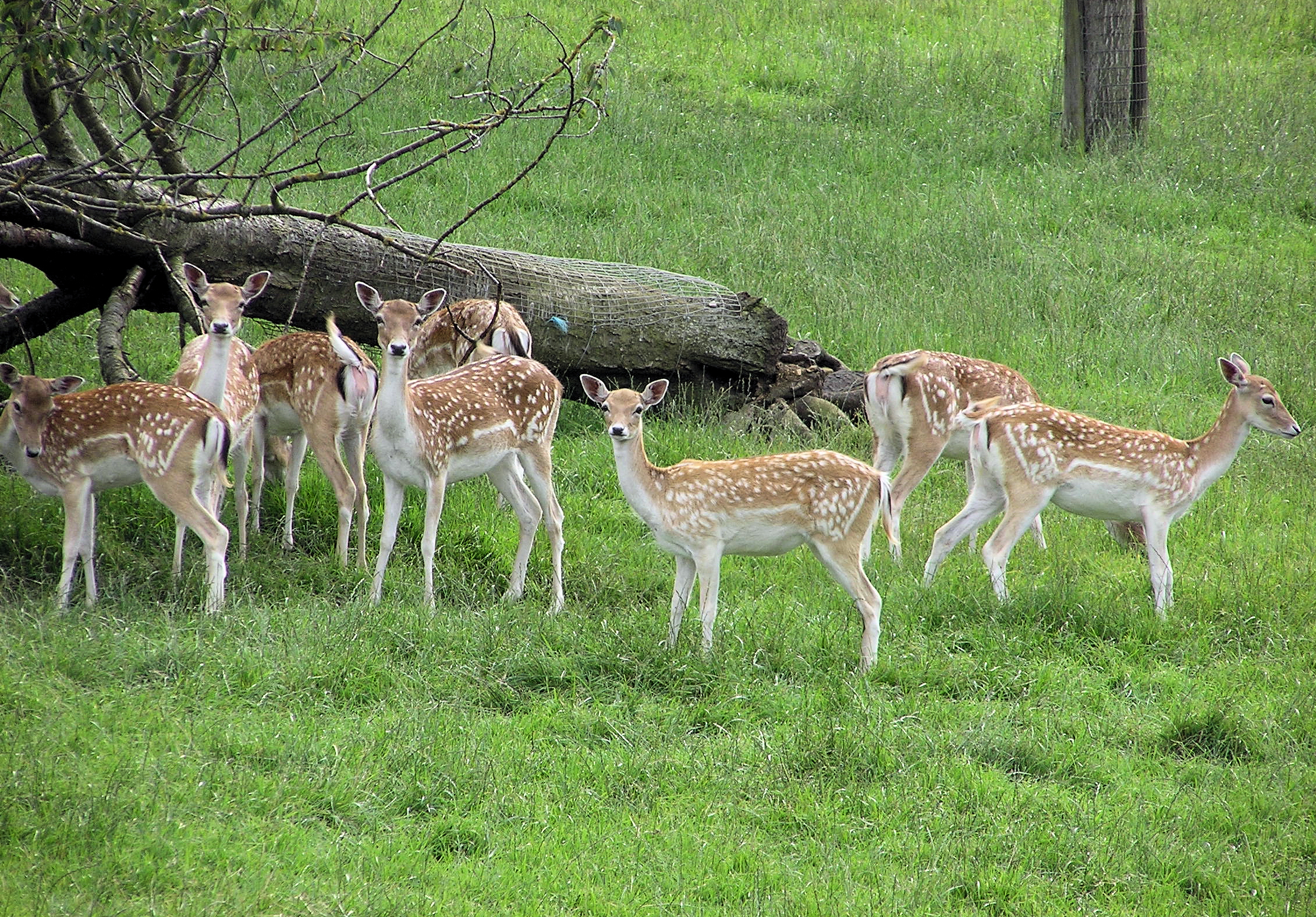
Un gruppetto di daini.

Il daino è una specie estremamente adattabile che sopravvive bene in molti ambienti anche se i suoi preferiti sono le aree boschive a prevalenza di latifoglie vicino a radure o spiazzi aperti mentre evita le zone montane con copertura nevosa persistente e abbondante.
Rispetto al cervo rosso, il daino è molto meno "selvatico", nel senso che non è così diffidente ed in particolare le femmine (che vivono in gruppi anche piuttosto consistenti, assieme ai cuccioli) si possono facilmente osservare anche durante il giorno, risultando scarsamente timorose dell'uomo. I vecchi maschi, che conducono vita perlopiù solitaria ed abitano zone più impervie, sono invece assai prudenti e difficilmente avvicinabili dall'uomo e da altri animali.

### Alimentazione

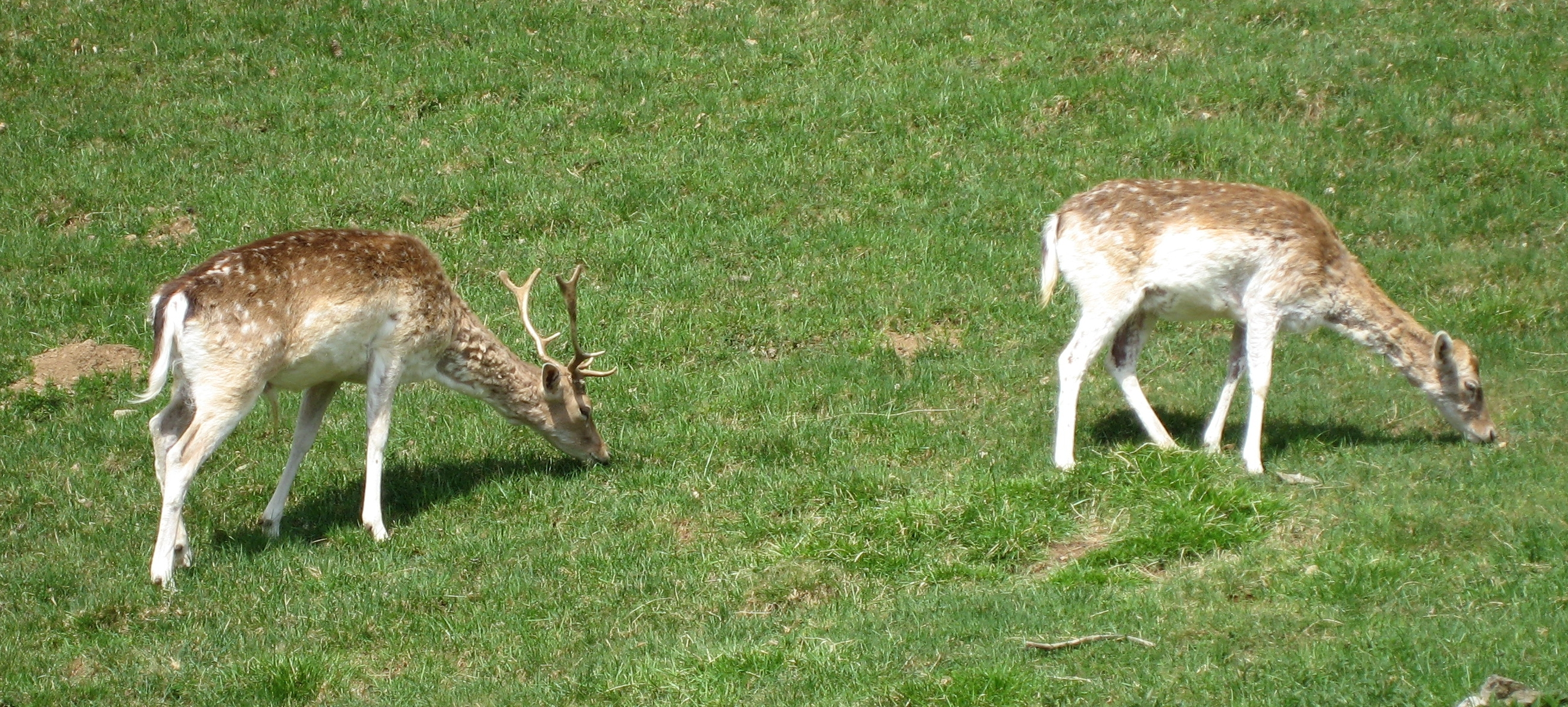
Una coppia di daini al pascolo: il daino è assai versatile in termini di alimentazione, in quanto si comporta indifferentemente da brucatore o da pascolatore.

Questa specie non ha in genere preferenze per quanto riguarda il posto dove vivere e pascolare; si accontenta infatti del cibo che trova ed apporta pochi danni al terreno e alla vegetazione. Il suo nutrimento consiste in erba, foglie, germogli e frutta e certi tipi di funghi. Il daino è un ruminante, cioè un animale che dopo aver ingoiato il cibo lo rigurgita per poi rimasticarlo più accuratamente in luoghi riparati e tranquilli. L'alimentazione avviene durante tutta la giornata, anche se dei picchi di ingestione del cibo si hanno durante le prime ore del mattino e al tramonto.

Il daino è un competitore alimentare del cervo: per tale motivo, nelle aree popolate dal cervo, il daino è confinato in recinti faunistici.

### Riproduzione
Il periodo degli amori dura tra la metà di ottobre e l'inizio di novembre: in questo periodo, i maschi, solitamente solitari, si uniscono ai gruppi di femmine e cuccioli, scacciando i giovani maschi (che formano gruppetti monosessuali di 5-6 individui e rimangono ai margini dei territori dei maschi, nella speranza di accoppiarsi con qualche femmina all'insaputa del maschio dominante) e definendo un proprio territorio. I maschi difendono il proprio diritto ad accoppiarsi con le femmine da altri pretendenti, spesso smettono addirittura di alimentarsi per meglio controllare il proprio harem, per rivendicare il possesso del quale fanno risuonare frequentemente il proprio bramito. I combattimenti si svolgono sostanzialmente incrociando i palchi fino al cedimento di uno dei contendenti e seguono un preciso rituale. Questo, oltre che la forma appiattita dei palchi degli adulti fa sì che soltanto raramente gli animali riportino gravi ferite al termine dello scontro.

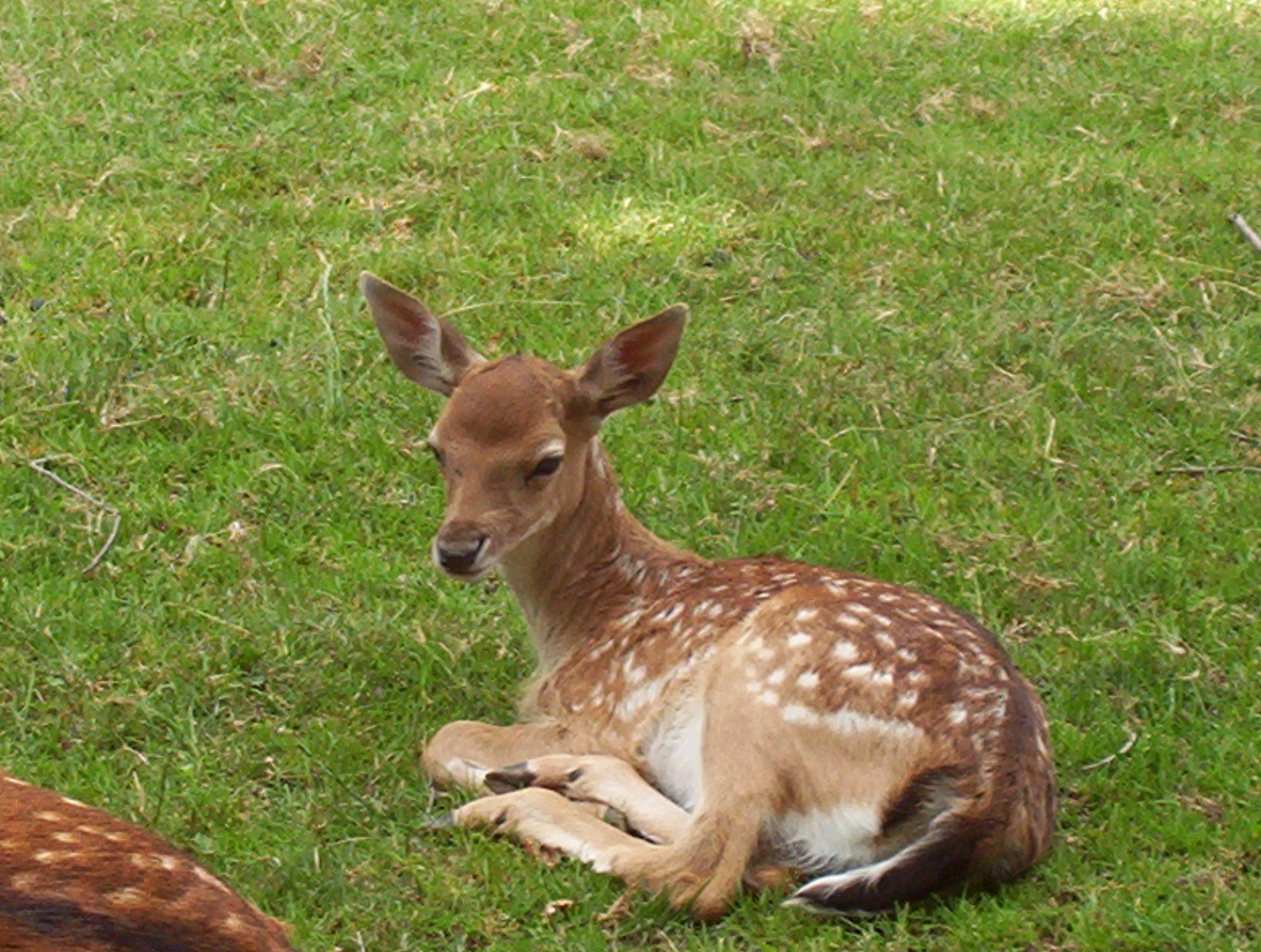
Un cucciolo di daino: i piccoli daini sono ottimi corridori e non emanano alcun odore.

La femmina può andare in estro varie volte durante la stagione degli amori, tuttavia essa tende ad accoppiarsi e portare avanti la gravidanza (che dura in media 230 giorni) solo al primo estro stagionale. In prossimità del parto, la femmina si isola dal branco e dà alla luce nel folto della macchia un solo cucciolo (ma non sono rari i parti gemellari), il quale è in grado di vedere e camminare già poche ore dopo la nascita.

La femmina porta il cucciolo al branco quando esso ha circa 10 giorni di vita: fino a quel momento, il cucciolo viene lasciato da solo ed allattato ogni 4 ore circa, mentre per evitare di essere individuato da eventuali predatori rimane perfettamente immobile e confida nel mantello mimetico e nella caratteristica di non emanare odore. Il piccolo comincia ad ingerire cibi solidi attorno al mese di vita, anche se non può dirsi completamente svezzato prima dei sette mesi. Il cucciolo diviene indipendente a circa un anno d'età, anche se occorrono almeno altri sei mesi prima che esso raggiunga la maturità sessuale: in ogni caso, è raro che le femmine si accoppino prima del secondo anno d'età, mentre i maschi devono aspettare di aver compiuto almeno quattro anni per poter avere dimensioni del corpo e dei palchi sufficienti da poter sfidare con successo qualche maschio dominante. La speranza di vita dei daini si aggira attorno ai 9-10 anni mentre aumenta se si trovano in cattività.

### Vocalizzazione
Durante la notte e nel mentre si svolge la stagione degli amori, il daino emette un richiamo particolare: è forse meglio descritto come un incrocio tra un rutto forte, un gemito, un russare, uno sbuffo e un ringhio.

### Predatori
In Europa, i daini adulti sono cacciati da lupi  e, a volte, da linci , mentre i cuccioli sono vittime di aquile reali e gufi reali; in Asia, invece, i principali predatori sono il leopardo, il cuon  e il lupo . Dove sono stati introdotti, i daini cadono vittime di coyote, lupi, coccodrilli e pitoni.

## Conservazione
In Italia, la Legge 157 dell'11 febbraio 1992 permette la caccia solo tramite la modalità della caccia di selezione, sulla base di piani di prelievo, elaborati dagli organi provinciali e regionali sulla base dei censimenti.
Nel 2010 la popolazione di daini in Italia era stimata in almeno 17600 esemplari, in diminuzione per gli abbattimenti controllati .